# Marwan Mabrouk
Marwan Mansour Mabrouk (15 dicembre 1989) è un calciatore libico, di ruolo centrocampista.

## Carriera

### Club
Ha giocato nel campionato libico e egiziano.

### Nazionale
Ha esordito in Nazionale nel 2010.